# Ксуис
Ксуис (осет. Ксуис, груз. ქსუისი — Ксуиси) — село в Закавказье, расположено в Цхинвальском районе Южной Осетии, фактически контролирующей село; согласно юрисдикции Грузии — в Горийском муниципалитете.

## География
Село располагается к юго-востоку от осетинского села Дменис на границе с собственно Грузией.

## Население
По переписи 1989 года село (564 чел.) населяли грузины (318 чел. или 57 %) и осетины (246 чел. 43 %). После изгнания осетинского населения и периода грузинского контроля над селом в 1992-2008 гг. основное населения составили грузины. По переписи 2002 года (проведённой властями Грузии, контролировавшей часть Цхинвальского района на момент проведения переписи) в селе жило 445 человек, в том числе грузины составили 93 % от всего населения. По переписи населения 2015 года численность населения села сократилась до 83 человек.

## История
В период южноосетинского конфликта село находилось в зоне контроля Грузии. После войны в августе 2008 года село перешло под контроль РЮО.

## Топографические карты
- Лист карты K-38-65 Ленингори. Масштаб: 1 : 100 000. Издание 1979 г.